# Дейв Вілсон (плавець)
Дейв Вілсон (англ. Dave Wilson, 5 жовтня 1960) — американський плавець.
Олімпійський чемпіон 1984 року.
Призер літньої Універсіади 1981 року.